# 吉沢希梨
吉沢 希梨（よしざわ きり、7月17日 - ）は、日本の女性声優。アクセント所属。北海道出身。以前はシェイクスピア・シアターに所属していた。

## 出演

### テレビアニメ
2002年
- ドラゴンドライブ（エンスイ）
- 花田少年史（女性、花のおば、ブタマン）

2003年
- GUNSLINGER GIRL -IL TEATRINO-（モニカ・マリア＝ベトリス作戦部長）

2004年
- MEZZO -メゾ-（民子）
- MONSTER（看護師B、カール少年）

2006年
- ちびまる子ちゃん（2006年 - 、たばこ屋のおばさん、おばさん、駄菓子屋のおばさん、おばあちゃん）
- ふしぎ星の☆ふたご姫 Gyu!（チューバ）
- よみがえる空 -RESCUE WINGS-（本村民子）

2007年
- メイプルストーリー（スピルナ）

2008年
- スキップ・ビート!（上尾君子）
- スレイヤーズREVOLUTION（金持ち婦人B）
- 魍魎の匣（芳美の母）

2009年
- 蒼天航路（老婆）
- 大正野球娘。（大口恭子）
- 遊☆戯☆王5D's（ゾラ）

2016年
- アイカツ!（おばあちゃん）
- TRICKSTER -江戸川乱歩「少年探偵団」より-（根本潤子）

2020年
- ポケットモンスター（トメ）
- 進撃の巨人（2020年 - 2023年、キヨミ） - 3シリーズ

2022年
- もっと!まじめにふまじめ かいけつゾロリ（マユばあ）
- 僕のヒーローアカデミア（老婆）

2023年
- ポケットモンスター（2023年 - 2024年、ダイアナ）

2024年
- 株式会社マジルミエ（おばさんA）

### ドラマCD
- 月と炎の戦記（河那珂紫瑞）
- 遙かなる時空の中で3（老婆）

### 吹き替え

#### 映画
- アメリア 永遠の翼
- ウルヴァリン:SAMURAI（ミエコ）
- 大脳分裂
- カーラの結婚宣言
- パトリオット ※ソフト版
- マトリックス リローデッド（アイス）※ソフト版
- レディ・イン・ザ・ウォーター

#### ドラマ
- 赤と黒
- WITHOUT A TRACE/FBI 失踪者を追え!2（カーラ）
- NCIS 〜ネイビー犯罪捜査班
- 刑事ヴァランダー3 白夜の戦慄
- コールドケース7 ザ・ファイナル
- ザ・ソプラノズ 哀愁のマフィア（アンジー・ポンペンシエロ）
- シークレット・ガーデン（チュウォンの母）
- スターゲイト アトランティス（エリザベス・ウィアー）
- ソフィア・ローレン 母の愛
- ニューハート
- マードック・ミステリー 〜刑事マードックの捜査ファイル〜（バーサ・ダン）
- 私はラブ・リーガル

#### アニメ
- ヘラクレス（クレオン）

### テレビ
- 相武紗季アース・ダイアログ〜世界遺産からのメッセージ〜天空の都市マチュピチュ（声の出演）
- FBI超能力捜査官（ナレーション、ナンシー・マイヤー）
- 地球ドラマチック「あなたの知らないパリ〜潜入!驚異の地下迷宮〜」（ボイスオーバー）

### ナレーター
- 行くぞ!30日間世界一周、行くぞ!30日間世界一周　2周目（旅チャンネル）

### 舞台
- シェイクスピアシアター作品 多数

### シリーズ一覧
1. ↑  The Final Season Part 1（2020年 - 2021年）、The Final Season Part 2（2022年）、The Final Season 完結編（前編）（2023年）